# Jack Marsh

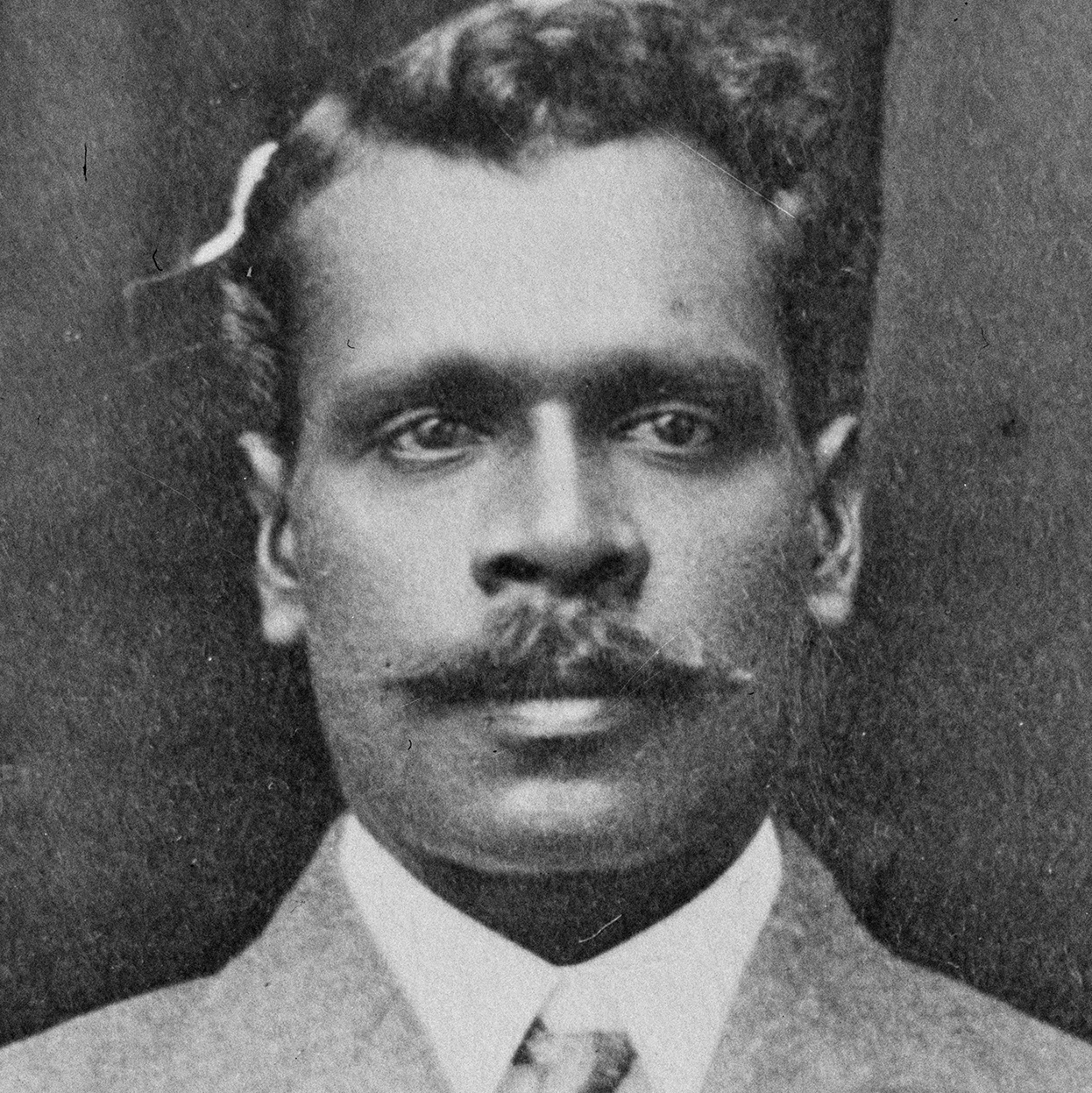
Jack Marsh

Jack Marsh, född cirka 1874, död 25 maj 1916, var en australisk cricketspelare med aboriginsk härkomst som representerade New South Wales i sex matcher från 1900–01 till 1902–03. 